# Pierre Fatou

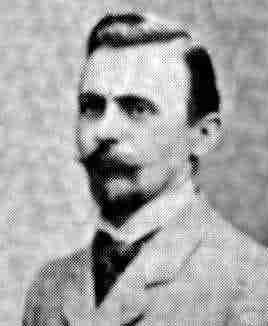
Pierre Fatou

Pierre Joseph Louis Fatou (Lorient, 28 februari 1878  - Pornichet, 10 augustus 1929) was een Franse wiskundige, bekend vanwege het naar hem genoemde lemma van Fatou en zijn onderzoek aan dynamische systemen.

## Biografie
Fatou studeerde van 1898 tot 1900 aan de École Normale Supérieure in Parijs en werkte daarna vanaf 1901 aan de sterrenwacht van Parijs, waar hij zich bezighield met sterrenkundig onderzoek. Hij leverde ook veel bijdragen aan wiskundig onderzoek en promoveerde in 1907 in de wiskunde. Zijn werk aan complexe dynamische systemen deed hij samen met z'n partner Gaston Julia. De wiskundige grondslagen voor de fractale meetkunde zijn een uitvloeisel van dit onderzoek.